# Станыля
Станыля (укр. Станиля) — село в Трускавецкой городской общине Дрогобычского района Львовской области Украины.
Население по переписи 2001 года составляло 978 человек. Занимает площадь 1,7 км². Почтовый индекс — 82175. Телефонный код — 3247.

## Достопримечательности
- Дачное село
- Гостиница «Замок»
- Кладбище

## Улицы
- Заречная ул.
- Стебницкая ул.
- ул. И.Мазепы
- ул. И.Франко
- ул. Т.Шевченко
- Трускавецкая ул.
- ул. Леси Украинки